# Plantes pendant la Première Guerre mondiale

## Contexte

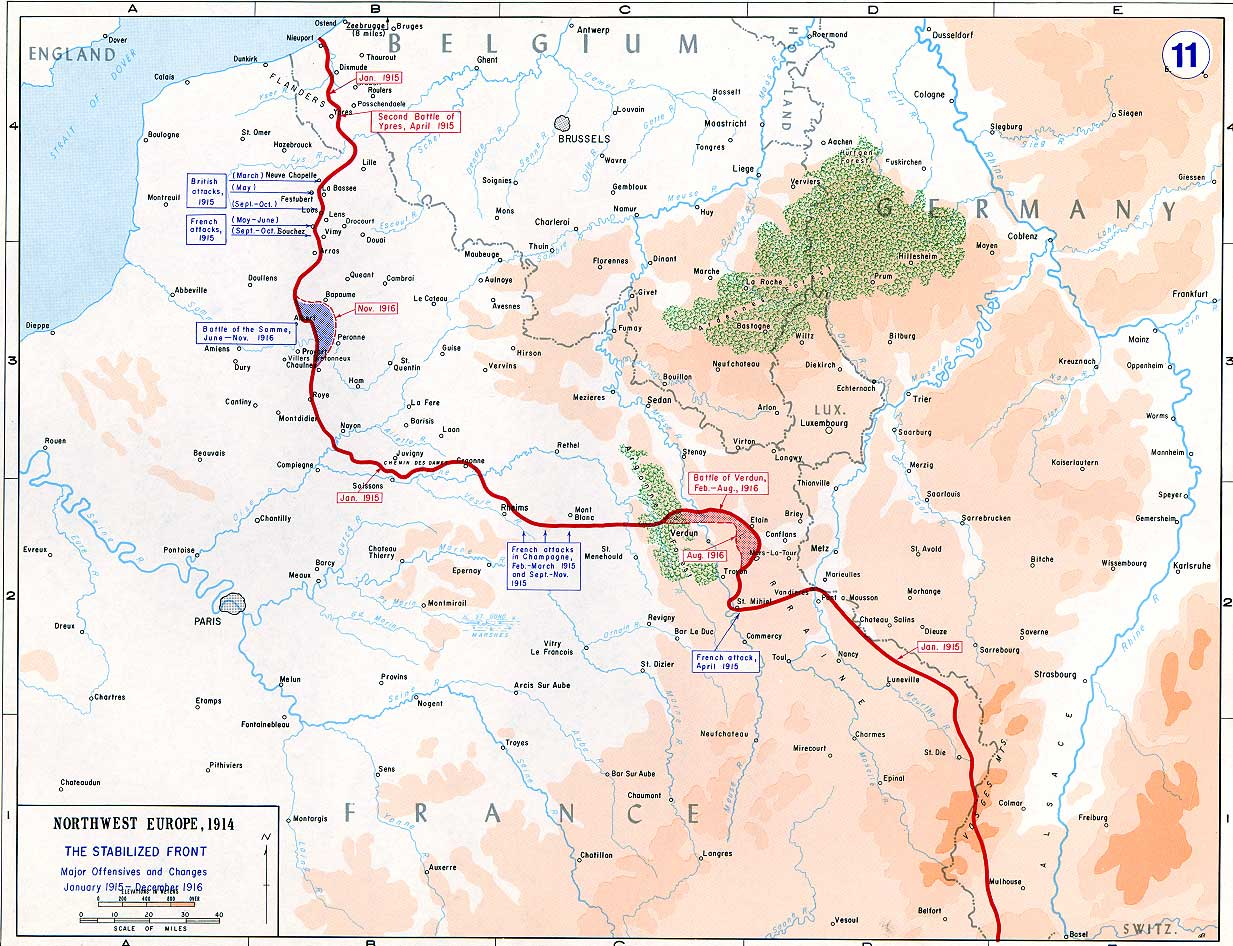
Localisation en rouge du front en 1915-1916 ; à l'est, la zone occupée ; à l'ouest la zone libre

En octobre 1914, lorsque le front de l'Ouest se stabilise, trois zones sont dessinées en France et en Belgique : le front, la zone occupée et la zone non-occupée.
De la côte belge jusqu'à la Suisse, le front est un couloir de 700 kilomètres de long sur 15 de large, entouré de chaque côté d'un no-man's land.

## Plantes alimentaires

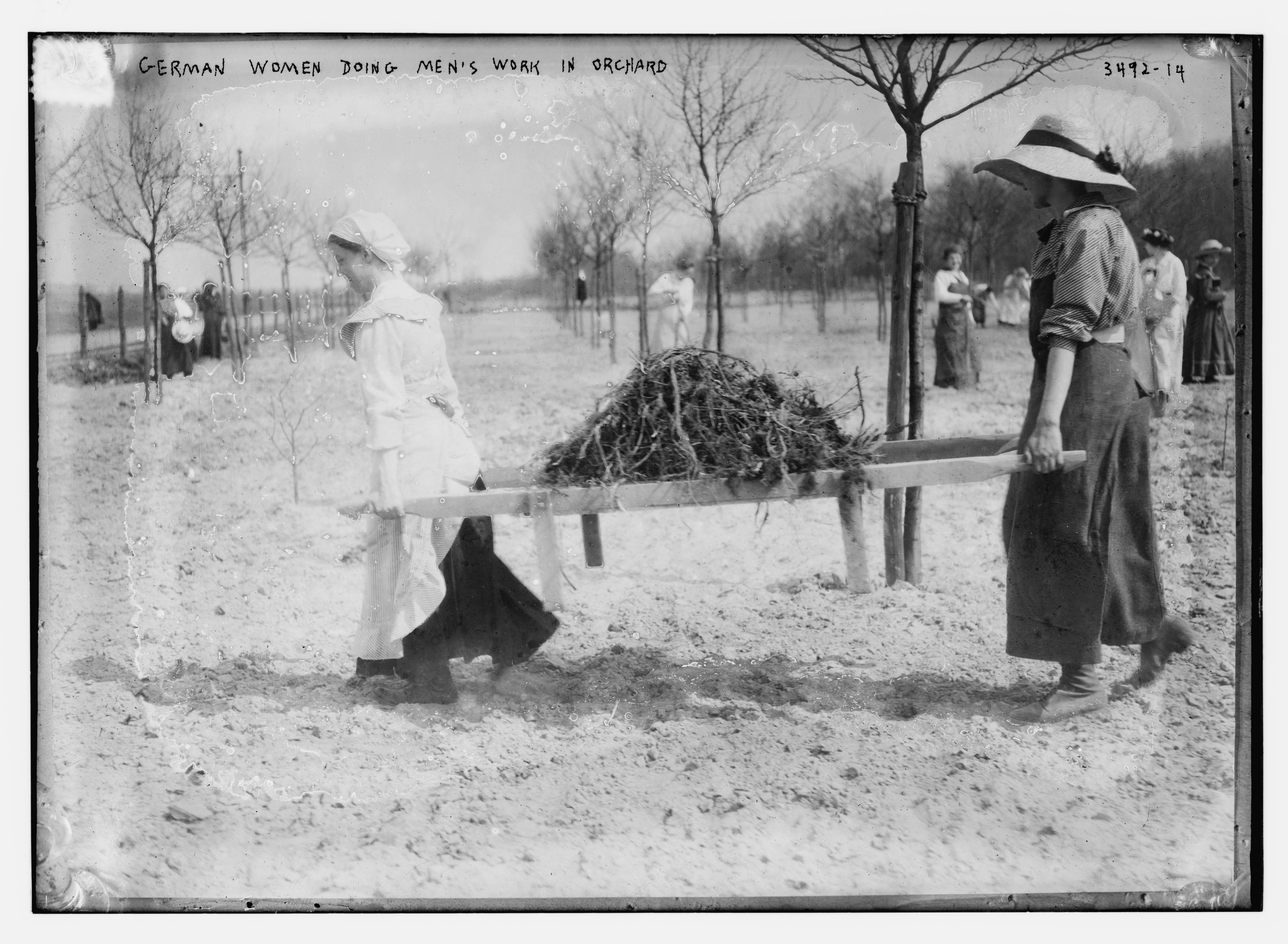
Femmes allemandes au travail dans les vergers, 1914.

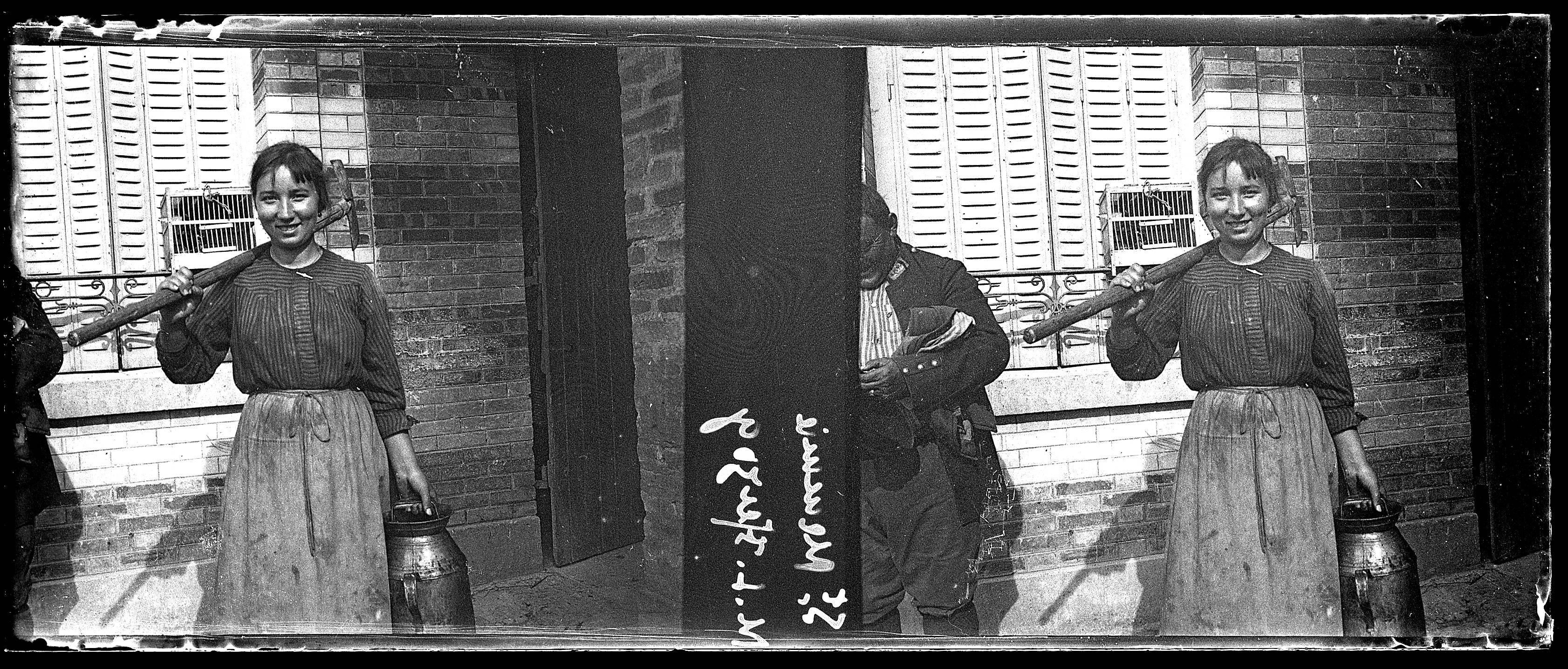
Paysanne française à Saint-Memmie (Marne), 1915.

Écoliers de New York montrant un chou du potager de guerre de leur Public School, v. 1918.

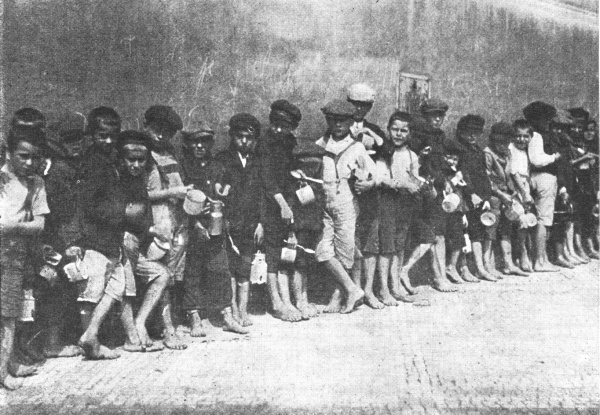
Enfants austro-hongrois affamés attendant une distribution de soupe, 1914-1918.

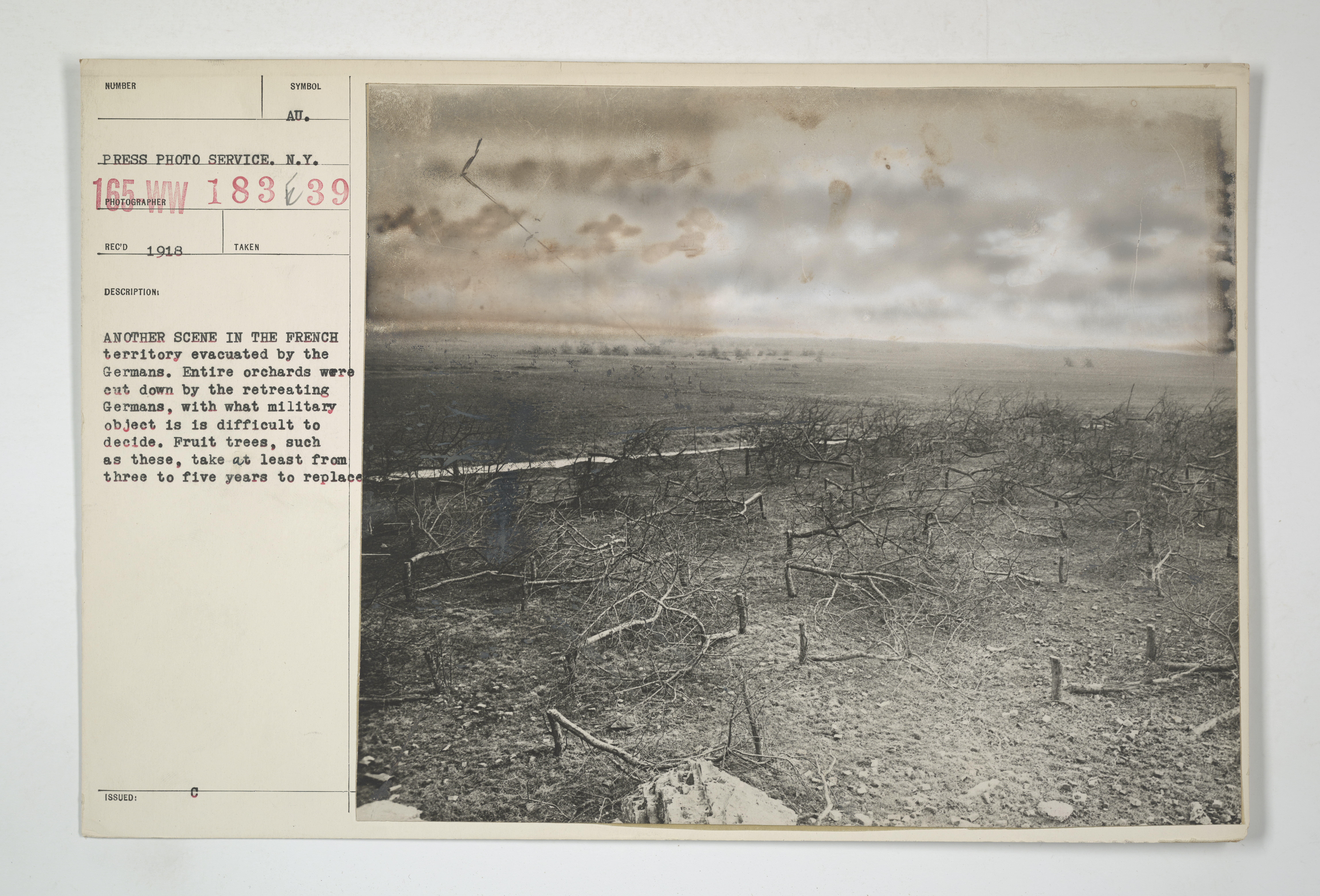
Destruction d'un verger de la part des troupes allemandes lors de leur retraite (France, 1917-1918)

Très rapidement après le début de la guerre, la Belgique et le Nord-Est de la France sont sous la coupe des Allemands, qui prélèvent des ressources. À Fourmies, face à la disette, la municipalité négocie avec l'occupant. Fin janvier 1915, les adultes n'ont droit qu'à 108 grammes de farine et 60 grammes pour un enfant. Le 18 avril, le pain est limité à 145 grammes par jour et par personne. Sur le plan national, l'occupation de territoires ruraux, la mobilisation de la main d’œuvre agricole, le manque de machines et d'engrais entraînent une réduction de la production et des rendements. Face à ce contexte, une économie de subsistance se développe.

### Le développement des jardins
Aux États-Unis, au Royaume-Uni, au Canada, en Allemagne et dans les territoires qu'elle occupe, des jardins ont été créés, dans des parcelles privées ou sur le domaine public. Ils étaient destinés à diminuer la pression de l'effort de guerre sur l'approvisionnement alimentaire des populations. À Strasbourg par exemple, le nombre de jardins familiaux passe de 62 en 1908 à 1219 en 1918.

### De nouveaux aliments
En avril 1915, dans les territoires occupés, l'aide humanitaire arrive des puissances neutres et en particulier des États-Unis ; elle est organisée par le Comité d’alimentation du Nord de la France, section française de la Commission for Relief in Belgium. Des lentilles, des haricots, des pois, du riz sont livrés à la population, déroutée par ces aliments qualifiés d'« exotiques ».
Les Allemands encouragent la culture de l'ortie, tant pour alimenter le bétail que la population, mais aussi pour l'artisanat. Ils surnomment l'hiver 1916-1917 comme l'hiver des rutabagas tant ce légume était omniprésent : il entrait par exemple dans la fabrication du pain ou d'un ersatz de café.
Le journal Le Matin du 25 juin 1916, dans un article intitulé Le déjeuner de la poubelle délicieuse invite à accommoder les restes au lieu de les jeter à la poubelle : croûtes de moëlles végétales à la victoire, fanes de carottes à la crème, fanes de navet au parmesan... De même, le 19 mai 1917, le journal La Croix donne-t-il des menus permettant de se passer de viande. Au même moment, la commune de Maisons-Alfort distribue à ses habitants des conseils pour produire leur propre moutarde, pour cuisiner les topinambours qualifiés d'excellents. Ces derniers étaient vendus 1,40 franc le kilo contre 2,25 pour les pommes de terre. Leur culture était encouragée dans la région de Montbrison. À Rumigny, la population consommait des choux-navets, des betteraves fourragères, des orties.
Dans le Nord de la France, zone occupée, la famine menace. Des produits de substitution compensent faiblement ce problème : les choux-raves remplacent la pomme de terre ; le houblon ou les feuilles de chêne se substituent au tabac ; un mélange de margarine, de suif et de fécule forment un ersatz de beurre.
À Vienne, en mai 1917, la population consommait les feuilles d'orties, le jeune trèfle et les herbes séchées. Un an plus tard, l'approvisionnement en légumes classiques s'étant amélioré, ces plantes n'étaient plus vendues.
Face au manque de froment, une loi française du 8 avril 1917 autorise d'employer, pour la fabrication du pain mis en vente, la farine de froment en mélange contenant de 15 à 30 % de son poids total de farine de seigle ou en mélange de farines de maïs, d'orge, de sarrasin, de riz, de fèves ou de féverolles, celles-ci ne pouvant dépasser au total, dans le mélange, la proportion de 15 %.

### Des succédanés pour le bétail également
L'avoine se raréfiant et étant préférentiellement réservé à l'alimentation humaine, de nombreux aliments comme le maïs, l'orge, le paddy, la fèverole, la fève… sont donnés aux chevaux. Le foin est remplacé par la mélasse, le marc de pommes, les sarments, les roseaux et ajoncs broyés, les caroubes...

## Plantes réquisitionnées ou récoltées pour leur usage artisanal

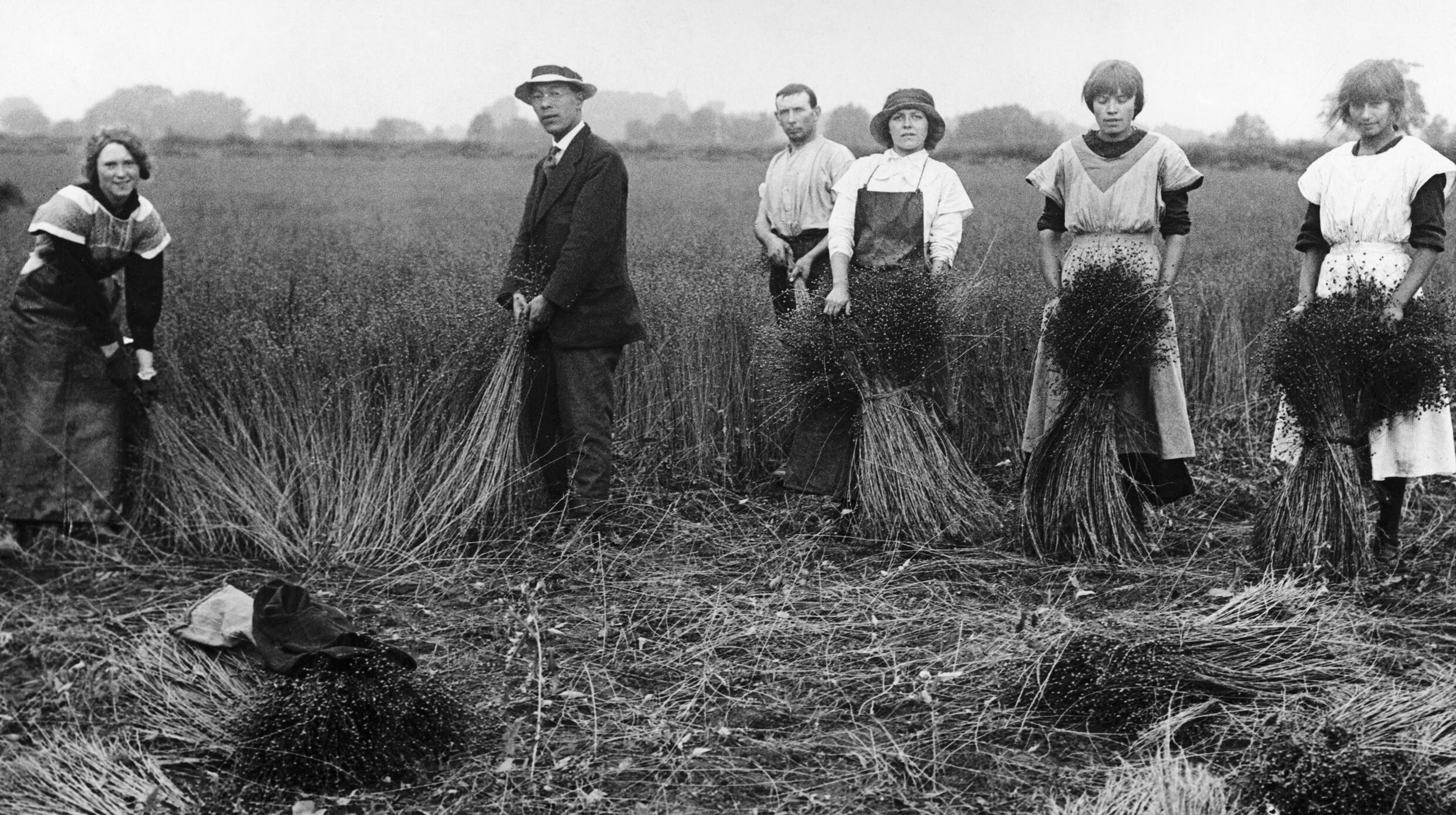
Récolte du lin dans le Yorkshire pendant la guerre : travailleuses irlandaises, écossaises, réfugiées belges et un étudiant japonais.

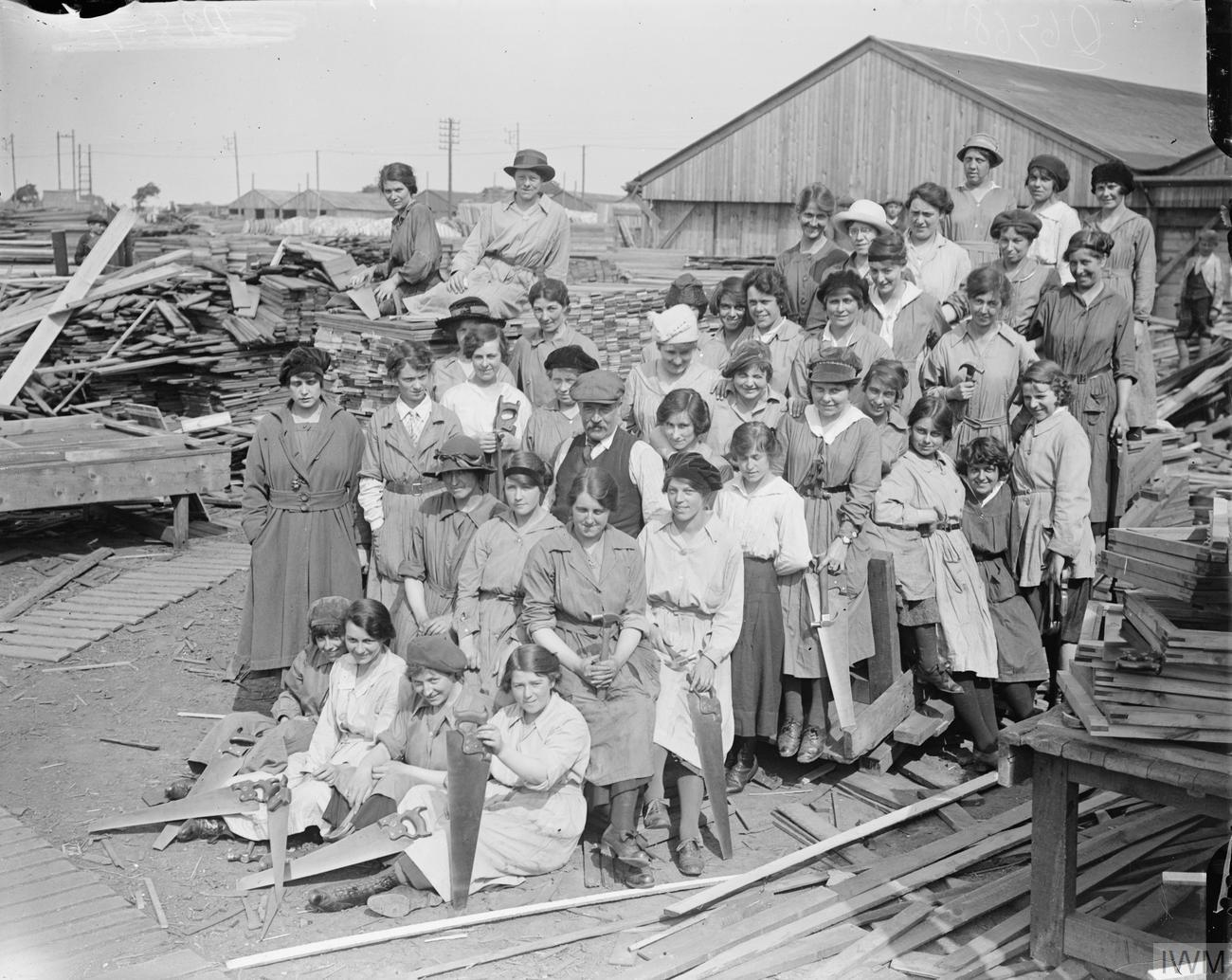
Femmes travaillant le bois près de Calais, juin 1918.

### Bois
Les forêts du nord de la France et de la Belgique sont coupées à blanc, par les Anglais ou les Allemands.
Dans les territoires occupés, les Allemands réquisitionnent des noyers pour en faire des crosses des fusils et des hélices d'avions.
Le 3 décembre 1914, le gouvernement français interdit la sortie du bois de noyer brut, équarri ou scié.

### Fibres
En 1915, face à la pénurie de coton imposée par le blocus, les Allemands testent divers succédanés : vrilles de houblon, tiges de lupin, tourbe, tiges de millet, écorce de saule, typha, ortie... Cette dernière fournit une belle fibre brillante et solide, se teignant bien. Elle a été utilisée pour faire des chemises et des sous-vêtements pour les militaires. La collecte des orties est donc organisée en Allemagne et dans les zones occupées. Ainsi, dans le Valenciennois était-elle récoltée pour fabriquer de la ficelle et dans les Ardennes pour du tissu. Cette production inspire également le Danemark.

## Plantes du champ de bataille

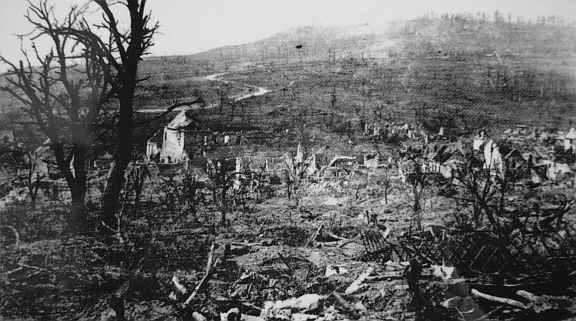
Soupir (Aisne) en mai 1917.

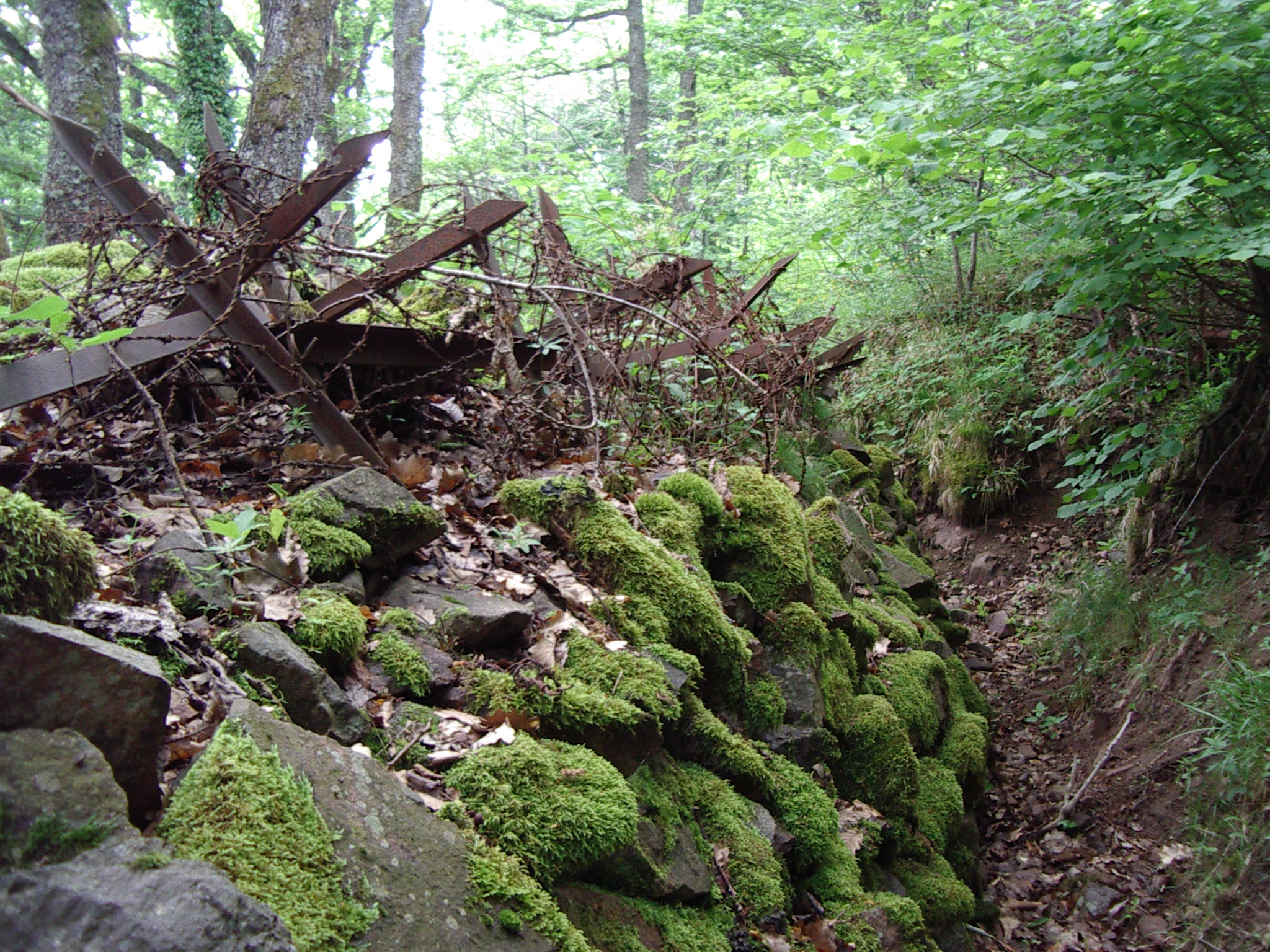
Tranchée allemande du Hartmannswillerkopf, site commémoratif, en mai 2008.

Le long des lignes de front, les champs cultivés et les forêts sont ravagés par les belligérants. Dans le nord-est de la France, alors que les armées de la guerre franco-allemande de 1870 avaient généralement évité les combats en forêt, la Troisième République crée un corps des chasseurs forestiers destiné à valoriser le potentiel défensif des massifs boisés. Dès le début des hostilités, le couvert forestier oriente les opérations : en août 1914, les forêts de Retz et de Chantilly servent de positions de repli aux armées French et Maunoury, et en octobre, le front se stabilise sur les massifs boisés des Vosges et de l'Argonne. Les arbres sont utilisés comme points d'appui, postes de veille pour les observateurs d'artillerie ou les snipers, supports pour les barbelés ou les lignes téléphoniques, débités pour consolider les abris. Le feuillage, quand il est suffisamment épais, dissimule les mouvements des troupes et permet des concentrations comme celles de la Seconde bataille de la Marne en juillet 1918. Les tirs intensifs d'artillerie peuvent entraîner la destruction partielle ou complète du couvert forestier et la minéralisation du sol. Les effets des combats sur l'écosystème sont visibles des décennies plus tard dans ce que le géographe Jean-Paul Amat appelle le polémosystème : strates géologiques bouleversées par les tranchées et les trous d'obus, arbres mutilés par les explosions et le passage de câbles, sols et troncs d'arbre parsemés de projectiles et débris divers. En France, la reconstitution des forêts après la guerre, ou la forestation d'anciens sols agricoles devenus inutilisables, demande un long travail aux agents des Eaux et Forêts. En vertu de la loi du 24 avril 1924, 4 000 hectares sont rendus au domaine privé, 16 752 hectares rattachés au domaine forestier de l’État et 200 hectares environ remis au ministère de l'Instruction publique et des Beaux-Arts pour former un « domaine historique » conservé à des fins de commémoration.

## Plantes polémochores

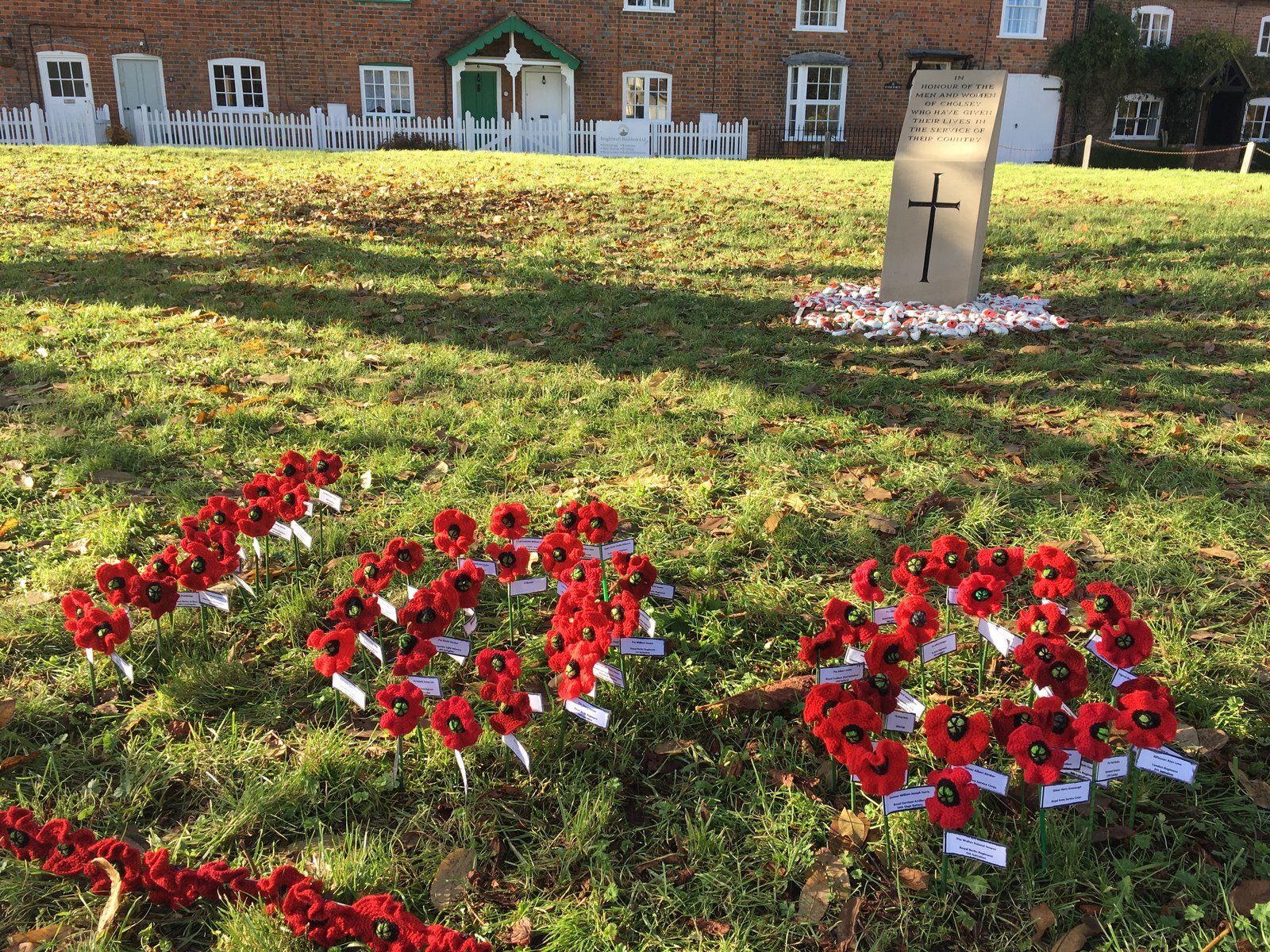
Coquelicots du souvenir à Cholsey (Oxfordshire), 11 novembre 2018.

Les plantes dites polémochores, littéralement compagnes de la guerre, sont des plantes étrangères introduites dans un milieu du fait de la guerre. Ce terme a été forgé en 1944-1945 par le botaniste finlandais P. Mannerkorpi. Ainsi, Glyceria striata a été apportée en forêt de Mormal pendant la Première Guerre mondiale dans le fourrage des troupes nord-américaines. Cette plante est donc non seulement polémochore mais aussi hippochore.

## Plantes symboles des commémorations
Le coquelicot est le symbole porté pour la commémoration de l'armistice au Canada, aux États-Unis, en Grande-Bretagne, en Australie, en Nouvelle-Zélande. En France, le bleuet le remplace,.